# Arabische Demokratische Partei
Die Arabische Demokratische Partei – ADP (arabisch الحزب العربي الديمقراطي, DMG al-Ḥizb al-ʿarabī ad-dīmuqrāṭī) oder auf französisch Parti Démocratique Arabe (PDA) ist eine libanesische Partei der Alawiten mit Sitz in Tripoli. Ihr derzeitiger Vorsitzender ist Rifaat Eid. Sie ist Teil der Allianz des 8. März.

## Wurzeln
Die PDA führt ihre Herkunft auf eine linke Studentenorganisation namens Mouvement de la Jeunesse Alaouite (MJA) zurück, die 1972 vom Lehrer Ali Eid in Tripoli gebildet wurde. Die MJA hatte Unterstützung von der schiitischen Alawitengemeinde des Libanon und hatte sogar die persönliche Unterstützung des Rifaat al-Assad, Syriens damaligen Vizepräsidenten. Während des Libanesischen Bürgerkrieges hielt sich die MJA von der MNL-PLO-Allianz fern, trat aber 1977–78 der Patriotischen Oppositionsfront (POF) bei, einer prosyrischen multikonfessionellen Koalition libanesischer Notabeln und Aktivisten, die in Tripoli vom Parlamentsabgeordneten Talal El-Merhebi, Souhale Hamadah, Raschid al-Muadim, George Mourani und Nassib al-Chatib gegründet wurde und Ali Eid als Vizepräsidenten hatte.
Innere Uneinigkeiten führten in den frühen 1980er Jahren zur Auflösung der Allianz, als Eid und einige Koalitionspartner 1983 die PDA gründeten und den sunnitisch-muslimischen Rechtsanwalt Nassib al-Chatib zum ersten Generalsekretär wählten, 1985 ersetzt durch Ali Eid. Mit dem Vorgang wurde die MJA in die neue Partei absorbiert und zu ihrer Jugendorganisation.

## Politische Grundsätze
Als panarabisch-nationalistische und radikal-sozialistische Partei vertritt die PDA augenscheinlich die Interessen der kleinen Alawitengemeinde, obwohl ihre prosyrische Haltung und säkularen Ansichten die Feindseligkeit der sunnitisch-islamistischen Fraktionen spüren lässt. Trotz ihrer Allianz mit der Damaszener Politik spielte die PDA eine wichtige Rolle dabei, den PLO-Vorsitzenden Jassir Arafat und ihre loyalistischen Kräfte über die See im Dezember 1983 aus Tripolis zu befreien, nachdem er von der Syrischen Armee ausgewiesen worden war.

## PDA im Bürgerkrieg 1982–1990
Weithin als von Syrien gestützte Stellvertreterkraft betrachtet, bekämpften die PDA und ihre Roten Ritter mehrere Faktionen Tripolis, welche gegen die syrische Besetzung des Libanon waren, vor allem die sunnitische Mouvement de Unification Islamique seit 1981–82, die sie mithilfe der syrischen Armee, der Syrischen Sozialen Nationalistischen Partei, den Baath-Faktionen und der Libanesischen Kommunistischen Partei (PCL) 1985–86 beseitigen konnten.
Die PDA/ARK trat im September 1982 auch der LNRF-Guerillaallianz bei, um die Israelische Anwesenheit im Südlibanon zu bekämpfen, und wurde im Juli 1983 Mitglied der von Syrien unterstützten Front National de la Résistance Libanaise (LNSF) gegen die von den USA gestützte Regierung von Präsident Amin Gemayel. 1988–1990 unterstützten sie die parlamentarisch legitime Regierung von Selim al-Hoss gegen General Michel Aouns Übergangs-Militärregierung.

### Militärstruktur
Die PDA baute im Juli 1981 mit syrischer Hilfe ihre eigene Miliz auf, die Arabischen Roten Ritter – ARK oder kurz Rote Ritter. Ausgebildet von Rifa’ats „Verteidigungskompanien“, waren sie wegen ihrer grün und himbeerfarbenen Camouflageuniformen auch als ‘Pinke Panther’ bekannt. Kommandiert von Ali Eid, war die ARK etwa 1.000 Mann stark, unterteilt in Infanterie-, Signal-, Medizin- und Militärpolizei-Abteilungen sowie ein motorisiertes Korps aus Gewehr-Trucks (Militärjeeps Santana 88 Ligero, Land Rovers und Toyota Land Cruisers), ausgestattet mit schweren Maschinengewehren, rückstoßfreien Geschützen und Flugabwehr-Maschinenkanonen. Die PDA/ARK operierte vor allem im Nordlibanon, mit ihrer Hochburg und angegliederten alawitisch bevölkerten Dschabal Muhsin, einer suburbanen strategischen Hochebene. Auch nahmen sie die Kontrolle über einige der Alawitendörfer der Akkar-Region über der libanesisch-syrischen Grenze in Anspruch.
Finanziert und bewaffnet von Syrien, kontrollierten die Roten Ritter Mitte der 1980er den Handelshafen und die Ölraffinerie der Stadt – der zweitgrößte Tiefwasserhafen des Libanon – in betrügerischem Einverständnis mit dem Hafendirektor Tripolis Ahmad Karami und korrupten syrischen Armeeoffizieren. Die National Fuel Company (NFC), geleitet von Hadsch Muhammad Awada, wurde besetzt, um ihren profitablen Benzinschmuggelring zu betreiben, der sich bis ins Bekaa-Tal spannte.

## Nachkriegsjahre
Nach dem Ende der Kriegsjahre im Oktober 1990 wurde die PDA entwaffnet und ihr Vorsitzender Ali Eid bei den Wahlen 1992 in den neu etablierten Alawiten-Parlamentssitz des Assemblée nationale gewählt; davor wurde kein einziger Alawit in das libanesische Parlament gewählt. Die Partei hat ihre traditionelle pro-syrische Haltung in den 1990er Jahren überdacht und bevorzugt nun eine gemäßigte, bedacht neutrale Position in der derzeitigen Sphäre der Innenpolitik Libanons.
Bei der Zedernrevolution 2005 kam es zu Plänen Rifaat al-Assads, die Rote-Ritter-Miliz in Tripoli wiederzubeleben. Nach dem Libanonkrieg 2006 wurde sie 2007 wiederbewaffnet, nachdem herauskam, dass die islamistische Gruppe Fatah al-Islam einen Angriff auf die Alawiten von Tripoli plante. Sie ist seit 2008 wieder aktiv, wird von Ali Eids Sohn Rifaat geleitet und ist 1.000 bis 2.000 Mann stark. Während des Konflikts von 2008, als Sunniten und Schiiten im Libanon kämpften, sagte Rifaat: „Wir sind die geeignetsten Ziele, das Double für die Hisbollah, unser Problem kann nur gelöst werden, wenn Schiiten und Sunniten ihre lösen.“ Etwa 9.000 Alawiten flohen während des Konflikts aus ihrer Heimat.

## Bibliografie
- Denise Ammoun: Histoire du Liban contemporain. Band 2: 1943–1990. Fayard, Paris 2005, ISBN 2-213-61521-7. (auf französisch)
- Edgar O’Ballance: Civil War in Lebanon, 1975–92. Palgrave Macmillan, 1998, ISBN 0-333-72975-7.
- Fawwaz Traboulsi: Identités et solidarités croisées dans les conflits du Liban contemporain. Kapitel 12: L’économie politique des milices: le phénomène mafieux. Thèse de Doctorat d’Histoire – 1993, Université de Paris VIII, 2007 (auf französisch)
- Rex Brynen: Sanctuary and Survival: the PLO in Lebanon. Westview Press, Boulder 1990.
- Robert Fisk: Pity the Nation: Lebanon at War. 3. Auflage, Oxford University Press, London 2001, ISBN 0-19-280130-9.
- Samer Kassis: 30 Years of Military Vehicles in Lebanon. Elite Group, Beirut 2003.